# Alina Pash
Alina Ivánivna Pash (en ucraniano: Аліна Іванівна Паш; Bushtyno, óblast de Zakarpatia, Ucrania; 6 de mayo de 1993), conocida como Alina Pash, es una cantante y rapera ucraniana conocida por ser finalista de la sexta temporada de la versión ucraniana del programa "Factor X".

## Biografía

### Primeros años
Alina Pash nació el 6 de mayo de 1993 en el pueblo de Bushtyno, situado en el óblast de Zakarpatia. Estudió en la Escuela Secundaria y la Escuela de Arte de dicha localidad, y recibió clases de canto en Úzhgorod.

### 2012-2017: Factor X
En 2012, realizó una audición para la banda de chicas "Real O". Luego, trabajó con la banda "Goryachiy Shokolad", en los coros de la banda "СКАЙ" (Sky) y la cantante Irina Bilyk.
En 2013, trabajó con la banda de versiones "Чилаут" (Chill out). Luego, con la DJ Natalie Lorient y "Elton Clapto".
La primera canción de la cantante fue "Колискова" ("Canción de cuna"), cuyo vídeo fue filmado por Vladimir Tverdokhlib.
En 2015, participó en el programa de talentos musicales "Factor X", donde se clasificó en tercer lugar.
En 2017, se graduó de la Academia Municipal de Variedades y Artes del Circo de Kiev con una maestría.

### 2018-presente: Pintea

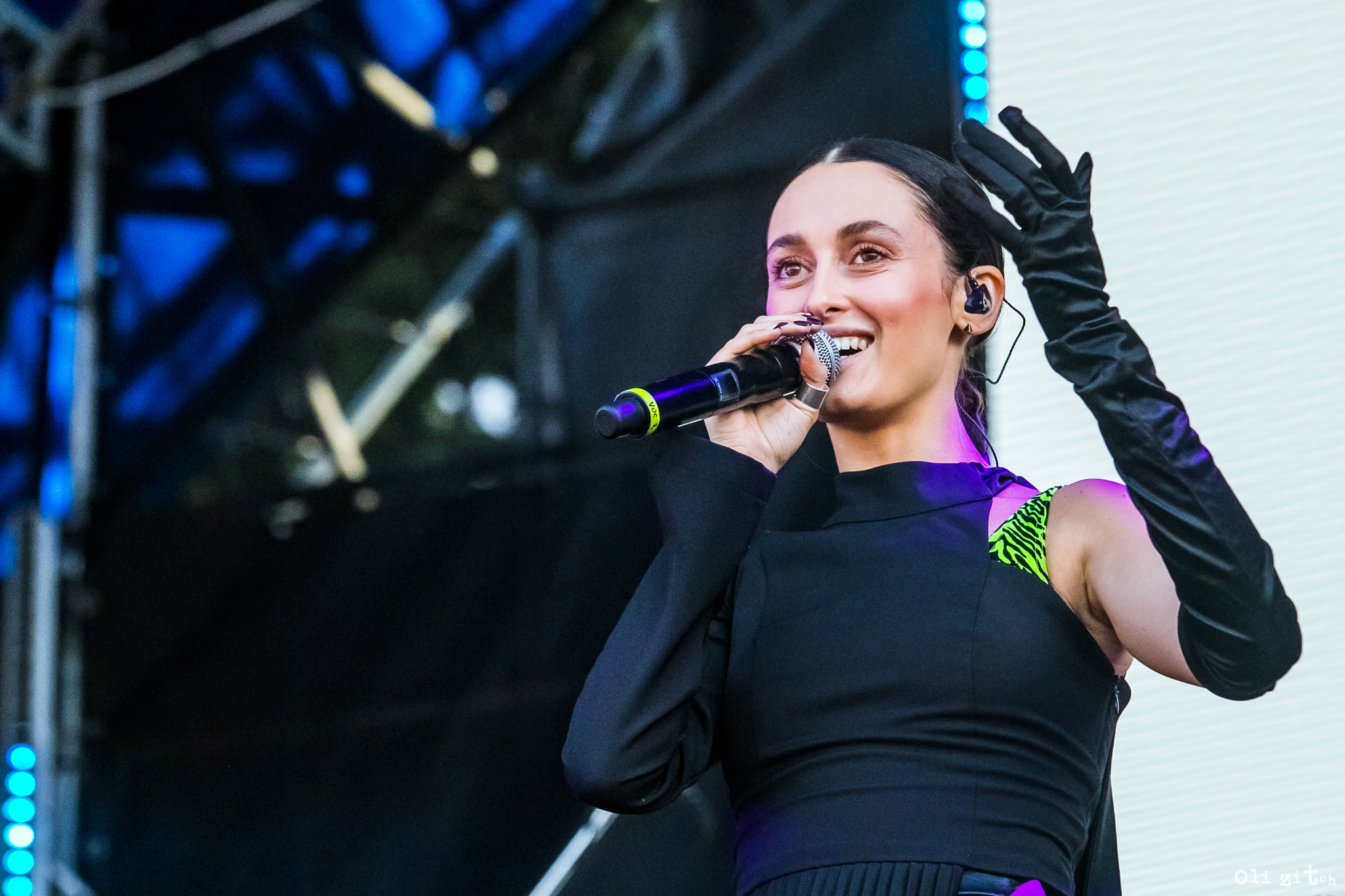
Actuación en Atlas Weekend 2019

El 15 de abril de 2018, presentó su sencillo debut "Bitanga" (En ucraniano, "Бітанґа") con su videoclip. La canción combina hip-hop, elementos de música pop y motivos étnicos; El vídeo fue grabado con la participación del rapero francés Jaw de la banda "DOP", cuya voz se escucha al final.
En agosto, Pash se convirtió en el rostro de la colección de ropa de la diseñadora Lilia Litkovska, colaboró con la tienda de ropa cosaca "Otaman" y la diseñadora Lilia Bratus.
El 18 de septiembre, lanzó su segundo sencillo llamado "Oinagori", también con su videoclip. El vídeo fue filmado en Marsella (Francia) y dirigido por Lou Escobar y Nathan Daisy.
En noviembre, la cantante colaboró en la canción "Робот" ("Robot") de TNMK, incluida en el álbum "7". El mismo mes, fue lanzado el álbum "Full Paragraph" de Johnny Divny, donde Pash también participó en la grabación del tema "Гра в слова" ("Juego de palabras").
El 13 de enero de 2019, el rapero Yarmak lanzó el villancico de hip-hop "Добрий вечір" ("Buenas noches") con la participación de Alina, Jamala, Laud o Mr. Makoundi, entre otros. Ese mismo mes, Pash participó en el Foro Económico Mundial en Davos, Suiza.

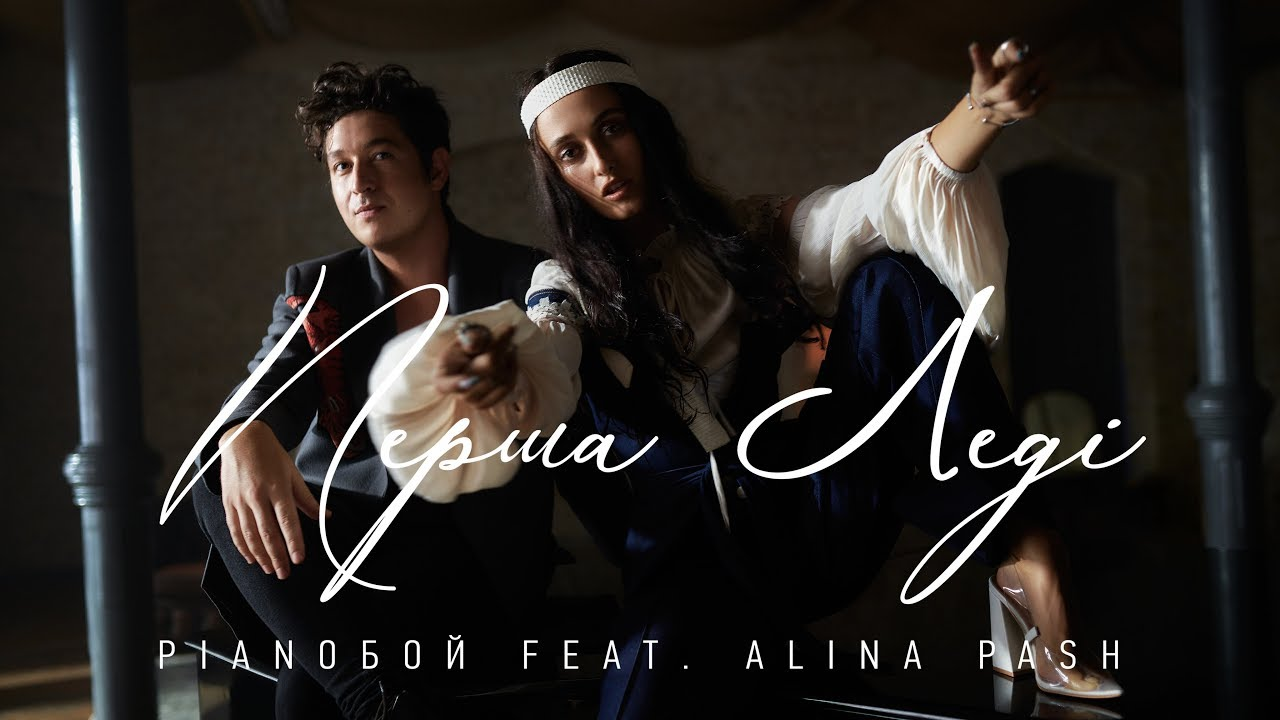
Dmitri Shurov y Alina Pash

El 24 de mayo de 2019, lanzó un nuevo álbum "Pintea: Gory", grabado en estilo etno. El 14 de junio, vio la luz la segunda parte del álbum, llamado "Pintea: Misto", grabado en estilo electrónico y hip-hop. Según la propia cantante, dedicó la primera parte del disco a su pueblo natal de los Cárpatos y la segunda, a Kiev. En julio, actuó en el festival Atlas Weekend, mientras que el 24 de agosto del mismo año, actuó en un desfile en honor al Día de la Independencia de Ucrania, cantando rap durante el himno.
El 10 de septiembre de 2019, se estrenó el vídeo musical de la canción "Перша леді" ("Primera Dama"), grabado con Pianoboy.
En la primavera de 2021, lanzó un álbum creado durante las expediciones populares de la región de Hutsul, a las que Alina Pash y su equipo habían asistido en 2020.
En diciembre de 2021, estrenó el miniálbum "Норов" ("Norov"), donde la etnicidad se entrelazaba con los ritmos y la atmósfera del R&B. El miniálbum fue grabado con el DJ y productor de sonido Pahatam (Eugene Yaremenko). Asimismo, trabajó en los dos primeros álbumes de Ivan Dorn y creó música para los principales éxitos del grupo "Грибы" ("Тает лёд", "Интро", "Велик"). "Norov" se convirtió en el primer lanzamiento del sello Rhythm, fundado por Pahatam.

## Discografía

### Álbumes
- Pintea: Gory (2019)
- Pintea: Misto (2019)
- розМова (2021)

### Sencillos
- «Bitanga» (2018)
- «Oinagori» (2018)
- «N.U.M.» (2020)
- «Делай как я» (2020)

## Videoclips
- «Bitanga» (2018)
- «Oinagori» (2018)
- «Падло» feat. alyona alyona (2019)
- «Good Evening x Ego Gra» (2019)
- «Slukhay» (2019)
- «Перша Леді» feat. Pianoбой (2019)
- «Bosorkanya» (2019)
- «Pintea» (2019)
- «N.U.M. (Nobody Understands Me)» (2020)
- «Среди лесов, унылых и заброшенных…» (2021)